# Jay Adams
Jay Adams (Venice, 3 febbraio 1961 – Puerto Escondido, 14 agosto 2014) è stato uno skater statunitense.

## Biografia
Al pari di Stacy Peralta e Tony Alva faceva parte degli originali Z-Boys ed è ritenuto ancora oggi uno dei più influenti skater di tutti i tempi. Negli anni '70 era considerato l’unico vero skater al 100%; odiava che in quel divertimento fosse stato messo così tanto denaro e pubblicità.
Apparve nel film Lords of Dogtown (interpretato da Emile Hirsch) assieme ai suoi due amici d'adolescenza.
È deceduto nel 2014 all'età di 53 anni per un attacco cardiaco.

## Nella cultura di massa
- Il personaggio di Iggy Van Zant del videogioco Tony Hawk's American Wasteland è ispirato a lui.